# Jean Sendrail
Jean Sendrail, né le 17 juin 1872 à Corronsac dans le canton de Montgiscard (Haute-Garonne), mort le 4 juin 1935 à Toulouse, est un vétérinaire français qui fut professeur de chirurgie à l’École nationale vétérinaire de Toulouse et directeur de cet établissement.

## Biographie
Jean Sendrail est né le 17 juin 1872 à Corronsac, petite commune du Lauragais proche de Toulouse, dans une famille de petits propriétaires agriculteurs dont l’exploitation se trouvait à Clermont-le-Fort où ses parents résidaient ordinairement. Diplômé de l’École vétérinaire de Toulouse en juillet 1893, il devint chef de travaux de pathologie chirurgicale en 1897 puis professeur titulaire de la chaire de chirurgie en 1902 dans ce même établissement.

### L'enseignant

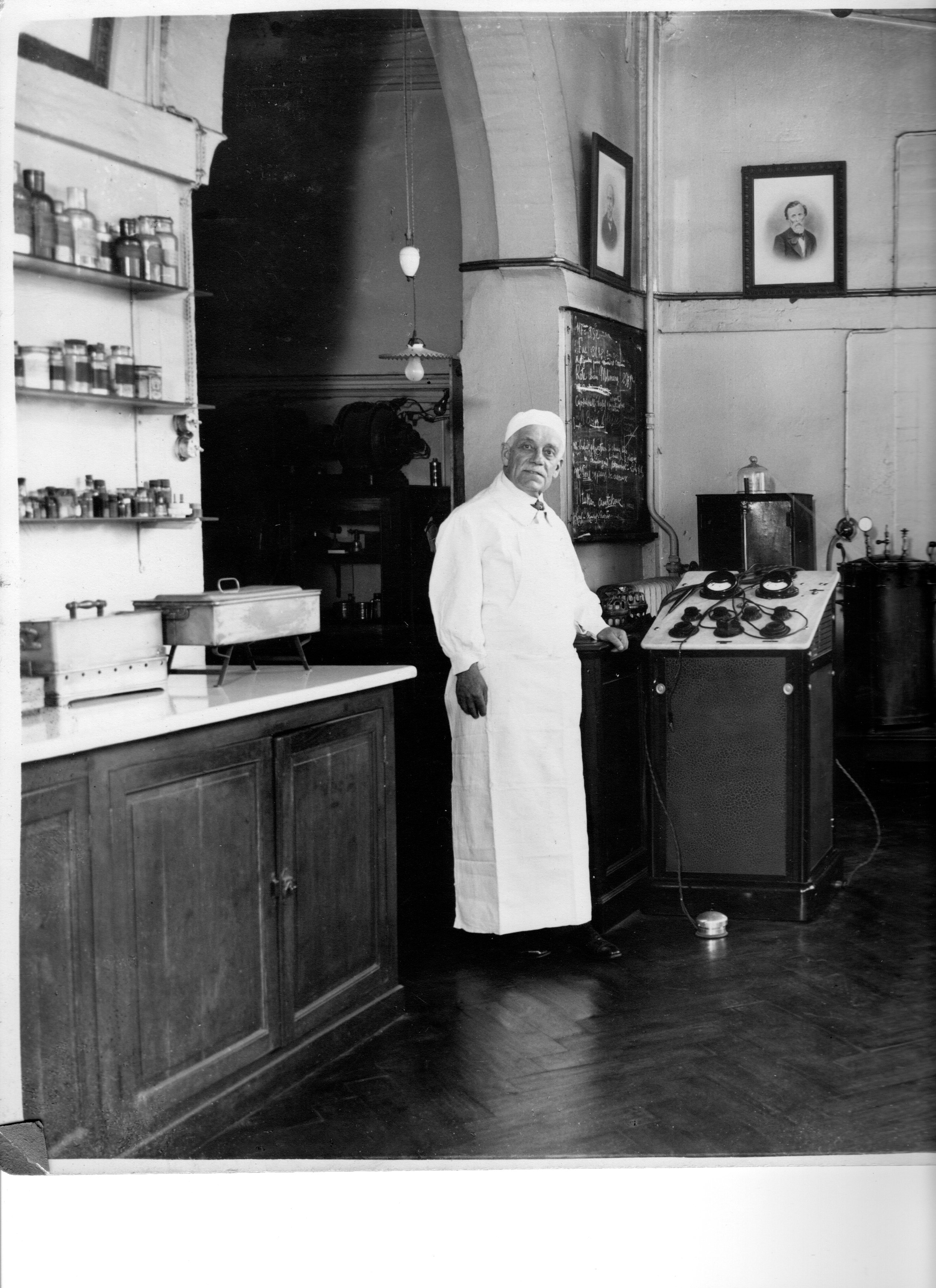
Jean Sendrail dans son laboratoire de pathologie chirurgicale de l'ancienne école vétérinaire de Toulouse

Le professeur Sendrail a laissé le souvenir d’un grand clinicien, d’un opérateur prompt et habile, (sa devise était « cito, tuto et jucunde » : « vite, en sûreté et joyeusement »), excellant en hippiatrie, d’un enseignant captivant son auditoire et suscitant pour cela la ferveur de ses élèves et anciens élèves. Son grand ascendant professionnel et ses qualités humaines reconnues dans le monde universitaire, vétérinaire et agricole le conduisirent à exercer des tâches administratives pendant une trentaine d’années en sus de son métier d’enseignant.
Jean Sendrail fut le rédacteur en chef de la Revue vétérinaire de Toulouse, il fusionna sa revue avec le Journal de médecine vétérinaire et de zootechnie de l’École vétérinaire de Lyon pour en faire un seul organe de presse commun aux deux écoles. En relation étroite avec le monde des vétérinaires praticiens il fonda la Société de médecine vétérinaire de la Haute-Garonne et de l’ Ariège qui contribua à la mise place du syndicat vétérinaire national.

### Le militaire
Pendant toute la durée de la guerre de 1914-1918 Jean Sendrail joua un rôle important dans l’organisation des services vétérinaires des armées voués aux soins des chevaux et mulets (le maximum des effectifs animaux mobilisés sera atteint en 1916 avec 1 170 000 équidés). Il se lia d'amitié avec le médecin et écrivain Paul Voivenel, l'accompagnant dans sa tâche. Paul Voivenel l'évoque en ces termes : « En tehors de ses fonctions de vétérinaire, le professeur Sendrail se conduisit en toubib ». 
Il dirigea en 1918 le Centre militaire de recherches vétérinaires de l'armée qui venait d'être créé.

### L'administrateur
En 1929 Jean Sendrail fut nommé directeur de l’école vétérinaire de Toulouse, à la mort du professeur Besnoit, alors que le principe de déplacement de l’école vétérinaire hors du quartier Matabiau ou Marengo avait été décidé. La reconstruction de l’école dans le quartier de la Juncasse fut le grand projet de son mandat.  Jean Sendrail meurt en 1935, alors que la nouvelle école n'est pas achevée. On consultera avec intérêt dans Commons Jean Sendrail sa présentation illustrée de nombreuses photographies de l'école qu'il a dirigée. 

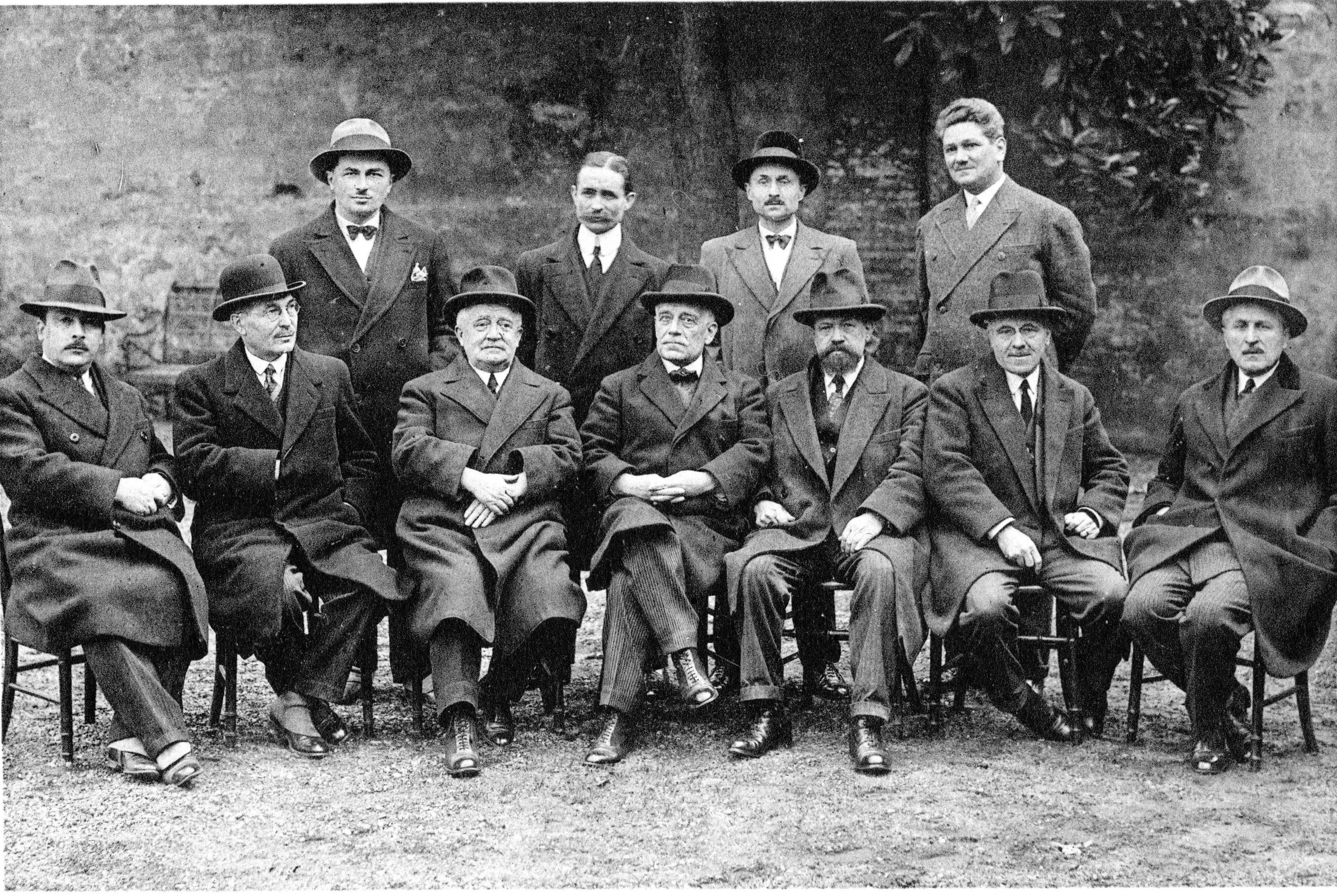
Le directeur Jean Sendrail au milieu du corps professoral de l'ENVT en 1932-33

### L'homme public

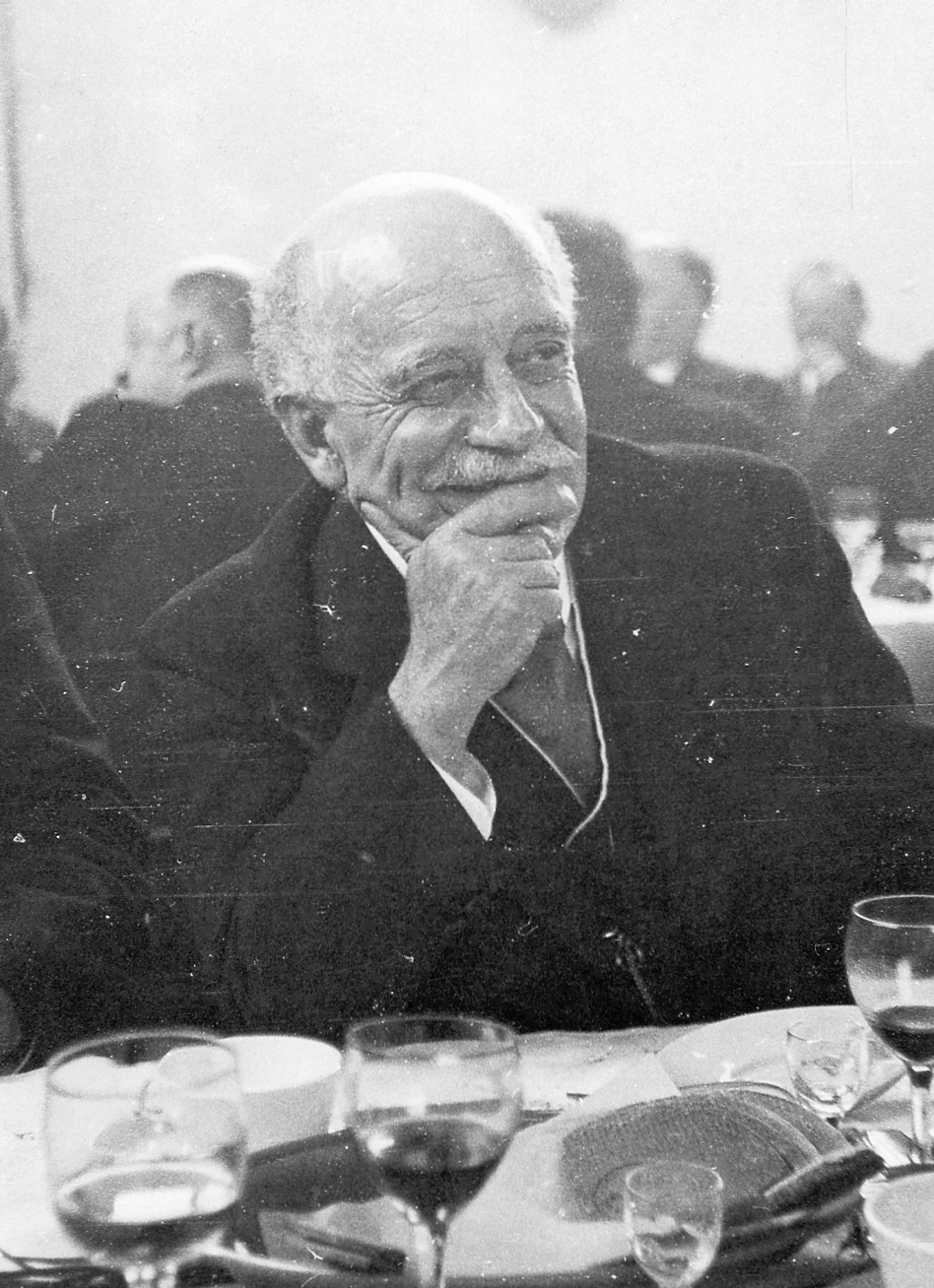
Jean Sendrail

Jean Sendrail fut élu maire de Clermont-le-Fort de 1929 jusqu'à sa mort. Clermont-le-Fort lui vaut sa restauration et son embellissement et fut, par son entremise, classé site pittoresque en 1932.
Il était le président de nombreuses associations départementales (association des officiers de réserve de Toulouse, Fédération départementale des œuvres laïques de la ligue française de l'enseignement, etc.) et membre influent de nombreuses autres dont l'association des maires de la Haute-Garonne.

### Famille
Jean Sendrail est le père de Marcel Sendrail, médecin et écrivain toulousain.

## L'édification de l'école vétérinaire de la Juncasse
Le 21 octobre 1927, le Conseil municipal de la ville de Toulouse décida de reprendre le projet ancien de transfert de l'école vétérinaire et s'adressa pour cela à Emmanuel Leclainche, ancien professeur de maladies contagieuses à l'ENVT, inspecteur général de l'enseignement vétérinaire, chef puissant et influent des services vétérinaires du Ministère de l'Agriculture, qui obtint les décisions ministérielles et les financements nécessaires au démarrage des travaux. Jean Sendrail, élu directeur de l'ENVT en 1929, collabora avec Leclainche pour la mise en œuvre et le suivi des travaux.
Après la mort de Jean Sendrail en 1935, de nombreux retards s'accumulèrent. En 1939, les trois quarts seulement des constructions prévues étant terminés, le déménagement n'avait pas encore pu être réalisé. En septembre 1939, après la déclaration de guerre, les services de recherche du Ministère de l'Air s'installèrent dans les locaux existants. Cette installation provisoire devint définitive à la suite d'un accord entre les ministères de l'Air et de l'Agriculture, le 15 juin 1941.

## Publications
Seul ou avec un collègue (notamment Jean Cuillé), Jean Sendrail est l’auteur de nombreuses publications vétérinaires parmi lesquelles dominent celles de pathologie chirurgicale. Il est en particulier l’auteur en 1903 d’un livre sur la chirurgie du pied des animaux domestiques qui fut pendant longtemps la référence en la matière. Dans cet ouvrage particulièrement consacré au cheval, on mentionnera entre autres la nouvelle technique opératoire du « javart cartilagineux »,  affection alors fréquente chez les chevaux, connue sous le nom de « procédé Sendrail », moins délabrante que le procédé classique et respectant le bourrelet.

## Hommages
Il existe une rue « Professeur Jean Sendrail » à Toulouse.